# Playa de Las Loseras y La Friera
La playa de La Losera y la playa de La Friera se encuentran en el concejo asturiano de Navia y pertenece a la localidad española de Puerto de Vega. Según el Ministerio de Agricultura, Alimentación y Medio Ambiente, la primera playa se llama La Losera y está catalogada como ZEPA y LIC.
Mientras que de la segunda no presenta datos.

## Descripción
«La Losera» tiene forma sinuosa, una longitud de unos 70 m y una anchura media de unos 3-4 m. Su entorno es rural, con un grado de urbanización medio y una peligrosidad media-alta. El acceso peatonal es de unos quinientos m de longitud y el lecho carece de arena. La «Playa de La Friera» es muy pequeña y tiene una longitud de unos 10 m, una anchura media de unos 3 m siendo el resto de características similares a la de La Losera.
La playa de La Losera recibe su nombre del tipo de piedras, al modo de losas, que hay tanto en su lecho como en los alrededores. Realmente esta playa la forman el conjunto de cinco calas principales y gran cantidad de entrantes y salientes. Para acceder a estas playas hay que salir por Puerto de Vega por unas pistas de tierra: saliendo por la primera pista que se encuentra a la salida más al oeste de Puerto de Vega. Tomando la primera pista se llega a la «Playa de La Friera» y si se toma la segunda se accede a la Playa de La Losera.
Por sus proximidades pasa una senda costera, no tienen ningún servicio y la actividad más recomendada es la pesca recreativa pero no se recomienda el baño debido a los malos accesos que tienen.